# Château du Haut-Ribeaupierre
Pour les articles homonymes, voir Ribeaupierre (homonymie).
Le château du Haut-Ribeaupierre (en allemand : Hohrappoltstein) est l'un des trois châteaux (avec le Girsberg et le Saint-Ulrich) qui dominent la commune française de Ribeauvillé, dans le Haut-Rhin. Situé à 642 m d'altitude, il domine les deux autres.
Les vestiges du château font l’objet d’un classement au titre des monuments historiques par arrêté du 1er octobre 1841 et par le Journal officiel de la République française du 16 février 1930.

## Dénomination et situation
Le plus ancien nom connu du château est Altenkastel, « vieux château », mentionné pour la première fois au milieu du XIIIe siècle. Quelques décennies plus tard, en 1288, un autre toponyme désigne les seigneurs du lieu : Rabaldi Petra alto, par opposition au château de Grand-Ribeaupierre (ou Saint-Ulrich) qui est appelé Rabaldi Petra basso. Traduit en allemand, le nom du site devient Hohe Rappolstein, qui apparaît dans les sources à partir de 1361, ultérieurement francisé en Haut-Ribeaupierre.

## État des sources
La plus ancienne représentation connue du château date des environs de 1643 et montre les trois châteaux de Ribeauvillé. Le dessin original a disparu, mais est connu par une copie réalisée en 1844 et conservée au Cabinet des estampes de Colmar. Bien que la qualité d’exécution soit assez médiocre, il est relativement précis et semble représenter assez fidèlement la réalité. Les châteaux ont l’air toutefois encore habités sur ce dessin, alors que sur une vue de Ribeauvillé dessiné par Merian peu de temps après, le Haut-Ribeaupierre apparaît en ruine. L’iconographie augmente en qualité et en quantité surtout au XIXe siècle, avec des dessins de Rothmüller, puis des photographies d’Adolphe Braun..

## Histoire
À la tête de la seigneurie de Ribeaupierre depuis le XIIe siècle, la famille de Ribeaupierre reçoit ce château du prince-évêque de Bâle. Il s'agit du plus ancien château situé autour de Ribeauvillé puisque son existence est signalée dès 1084. On doit probablement son origine aux comtes d'Eguisheim, propriétaires primitifs des terres seigneuriales.
La fortification aurait été construite sur un ancien site romain. Anselme de Ribeaupierre prend probablement possession de ce château vers 1288. Le lieu est visité par l'empereur Rodolphe Ier du Saint-Empire en 1280 et 1284, puis à nouveau en 1286 pour un siège au cours duquel fut signé un traité important passé entre le roi Charles VII de France et le sire de Ribeaupierre. Par ce traité, ce dernier s'engagea à tenir toujours le fort ouvert aux forces des rois de France.
Vers 1368, Brunon de Ribeaupierre devient propriétaire du château. Vouant une haine féroce aux Anglais, il enferme dans son donjon le chevalier John Harleston, qui avait eu le malheur de parader dans la région avec un sauf-conduit impérial, de 1384 à 1387. John Harleston ne sera libéré que contre une forte rançon et à la suite de fortes pressions de l'empire. À la fin du XIIIe siècle, le château devint une résidence des Ribeaupierre. Un autre prisonnier de marque sera enfermé dans le donjon du Haut-Ribeaupierre en 1477. Il s'agit de Philippe Ier de Croÿ (1435-1511), comte de Chinay, allié de Charles le Téméraire fait prisonnier par un Ribeaupierre à Nancy.

## Architecture
Ce château est aujourd'hui complètement ruiné et cerné par une importante végétation. Il fait actuellement l'objet de consolidations.

## Galerie

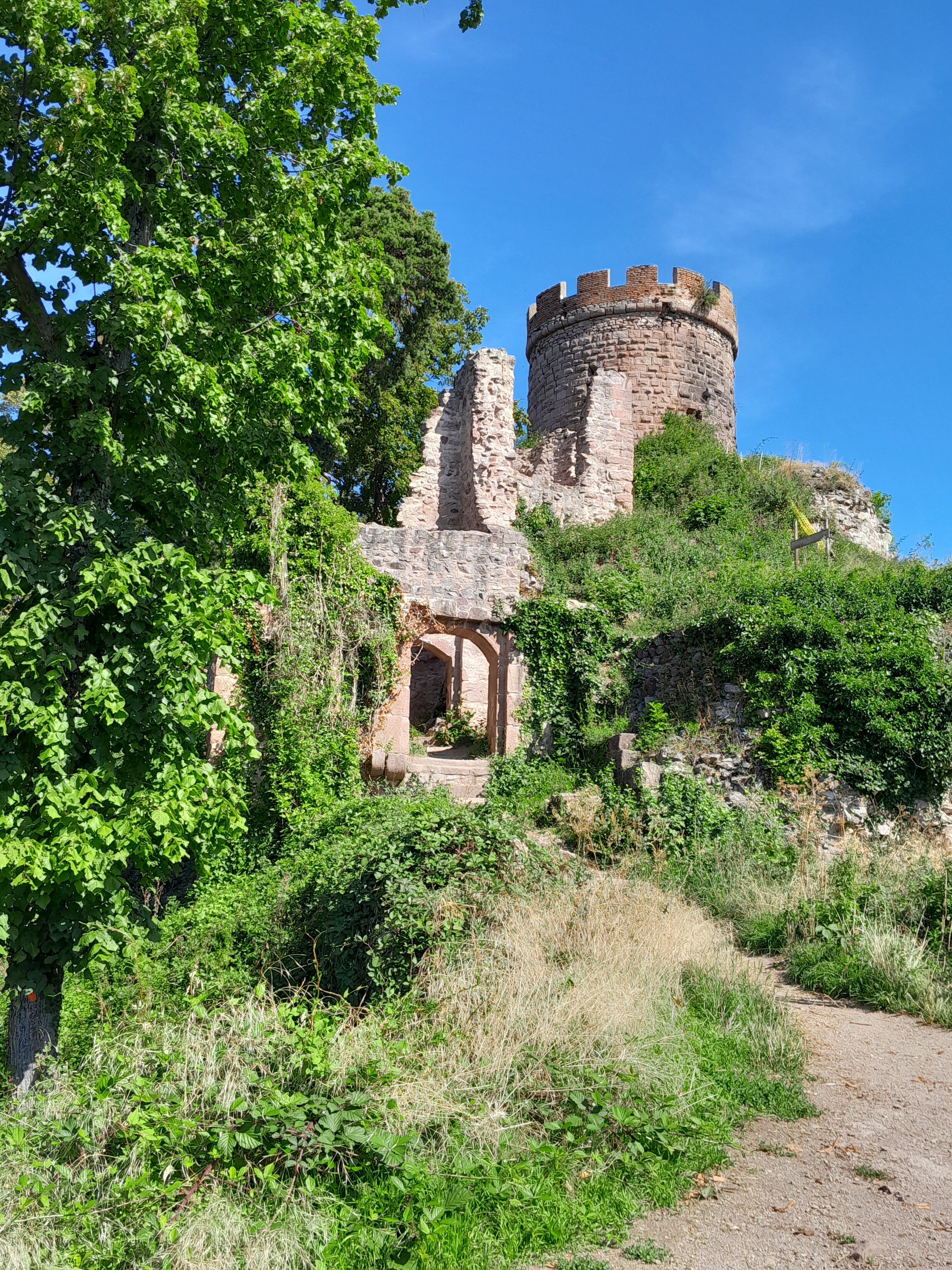
Ruine du château de Haut-Ribeaupierre en 2023.
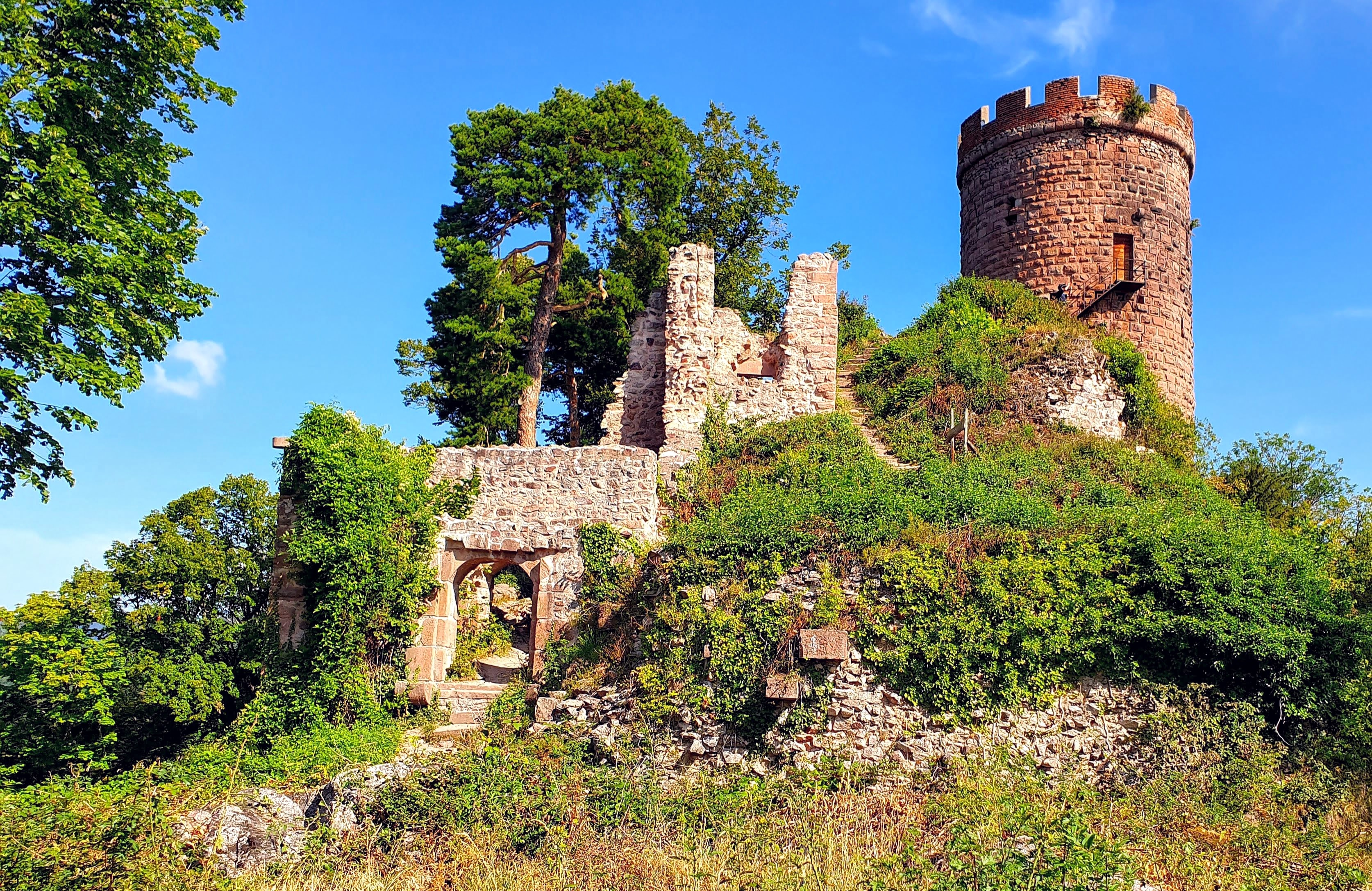
Ruine du Haut-Ribeaupierre en 2019.
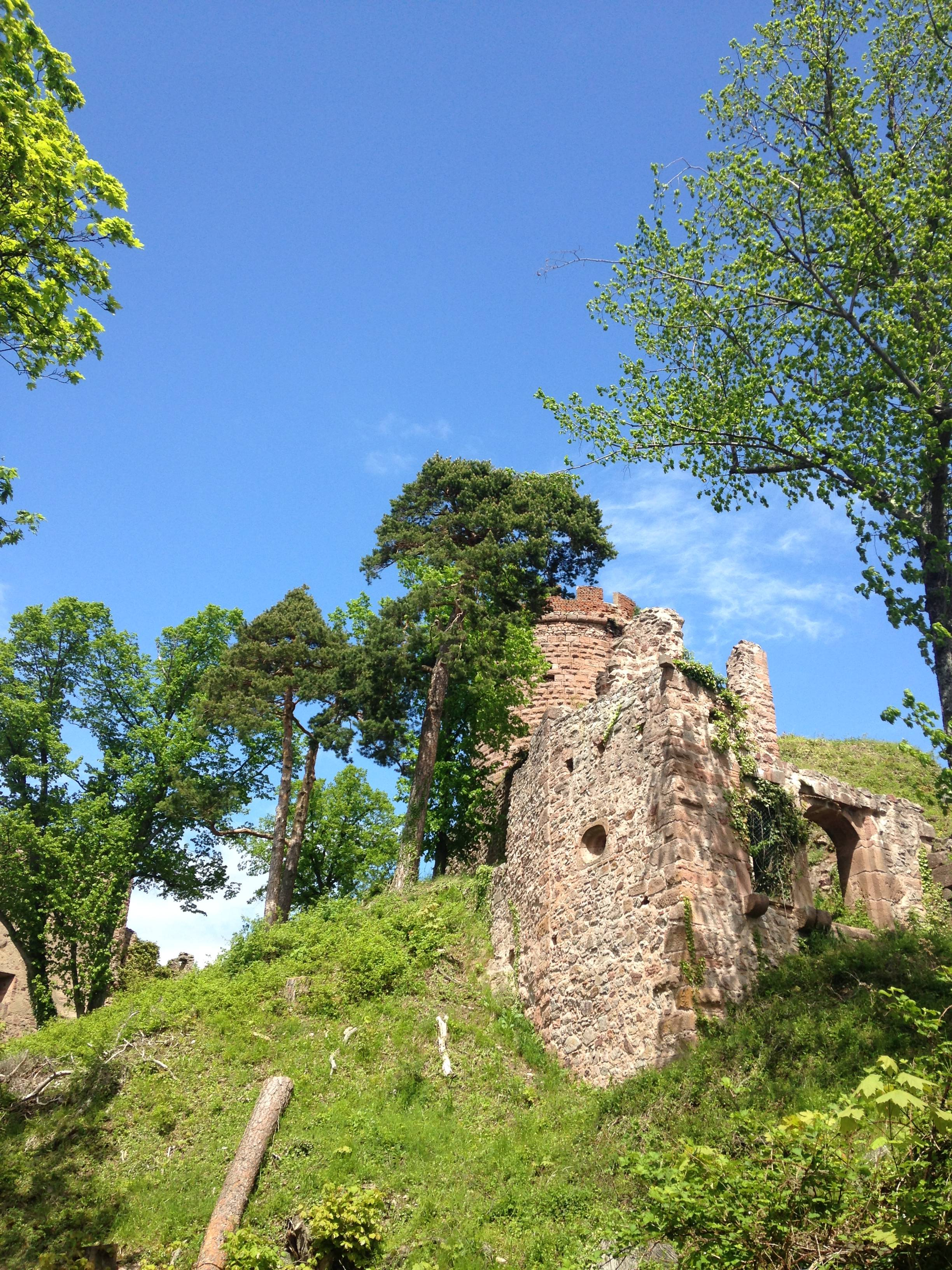
Château et ses alentours en ruines.
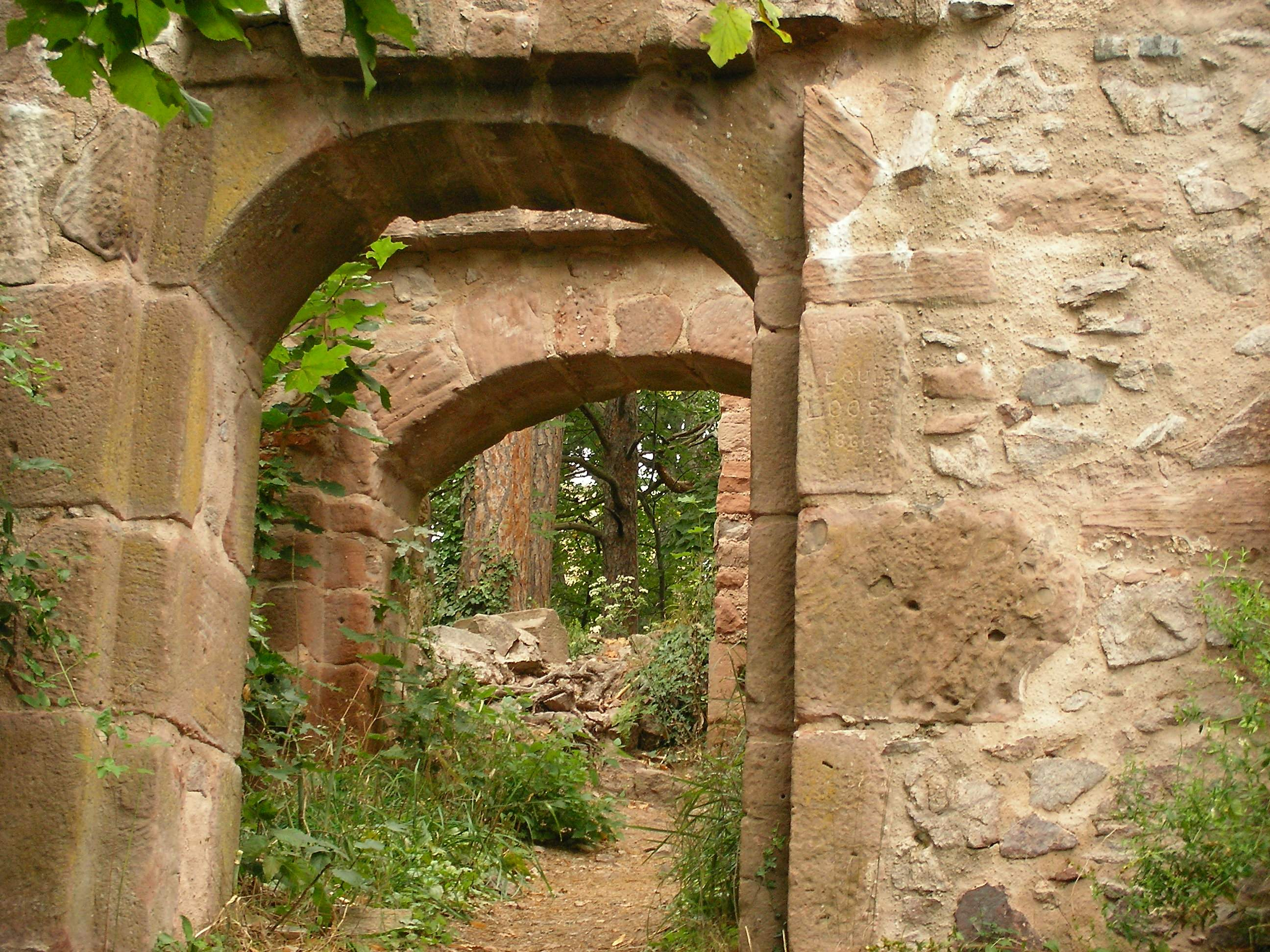
Intérieur des ruines en 2007.